# Jonah Hex (film)
Jonah Hex è un film del 2010 diretto da Jimmy Hayward e interpretato da Josh Brolin, John Malkovich e Megan Fox.
Basato sull'omonimo personaggio di DC Comics.

## Trama
Nel vecchio e selvaggio West, negli anni successivi alla Guerra Civile americana, un cacciatore di taglie è sulle tracce di un suo vecchio compagno d'armi che ha ucciso la sua famiglia. Assetato di vendetta scopre che colui che sta cercando vuole distruggere l'America durante il centesimo anniversario e farà di tutto per fermarlo ed ucciderlo.

## Produzione
Nel 2000 la 20th Century Fox sviluppò un adattamento per la televisione di un'ora basato su Jonah Hex con il coinvolgimento di Akiva Goldsman e Robert Zappia come produttori; ma il progetto non servì a far partire una produzione per il grande schermo. Nel luglio 2007, la Warner Bros. Pictures acquistò i diritti cinematografici del personaggio con l'intenzione di trarne un film destinato al cinema, incaricando Goldsman della supervisione della realizzazione, Andrew Lazar produttore, e Mark Neveldine e Brian Taylor per la direzione e la scrittura di una sceneggiatura che avrebbe dovuto contenere sia elementi western che soprannaturali.
Nell'ottobre 2008, Josh Brolin entrò in trattative per interpretare Jonah Hex, provinato da Neveldine e Taylor. Il mese seguente, Neveldine e Taylor abbandonarono la produzione motivandola con divergenze creative con lo studio. Si parlò quindi di Andy Fickman e McG come candidati papabili per la regia, ma nel gennaio 2009 fu confermato Jimmy Hayward; qualche tempo dopo Brolin ottenne la parte di protagonista affiancato da John Malkovich nei panni della sua nemesi. Nel frattanto, la Legendary Pictures subentrò nel progetto per cofinanziare il film con la Warner Bros.
Le riprese sono iniziate nell'aprile 2009 in Louisiana.

## Colonna sonora
Il 2 settembre 2009 il sito web Ain't it Cool News riportò che il gruppo heavy metal Mastodon avrebbe realizzato la colonna sonora del film, e che per qualche tempo lavorò anche ad esso. Successivamente, a causa di problemi di produzione che portarono a numerosi re-shot, la colonna sonora venne affidata a Marco Beltrami che lavorò sia sulle tracce dei Mastodon sia su musiche nuove, costringendo il gruppo a riprendere e rivedere il lavoro dopo mesi dalla fine.

## Distribuzione
Il film è stato distribuito il 18 giugno 2010 in USA, dopo varie stroncature da parte della critica. Il film ha floppato al botteghino incassando solo 5,1 milioni di dollari complessivi su 2 800 schermi. La proiezione teatrale negli USA è terminata il 12 agosto 2010, ricavando un totale di 10.547.117 di dollari su un budget complessivo impiegato di 47 milioni di dollari. In Italia il film è uscito direttamente in Home Video.

### Edizione home video
Negli extra del DVD si possono vedere diverse scene tagliate che non sono mai state aggiunte al film.

## Accoglienza
Il film ha ricevuto due nomination ai Razzie Awards 2010: Peggior attrice protagonista per Megan Fox e Peggior coppia sullo schermo per la faccia di Josh Brolin e l'accento di Megan Fox.
Josh Brolin, in un'intervista con The Nerdist Podcast, ha spiegato cosa, secondo lui, ha causato lo scarso successo, della pellicola: Oh, Jonax Hex. L'ho odiato, l'ho odiato proprio. Sul set era diverso, sarebbe stato un film migliore se fosse stato come l'esperienza di riprese. E invece alla fine abbiamo dovuto rigirare 66 pagine di script in 12 giorni. Insomma, da un lato comprendo i finanziatori, bisognava cercare di non andare in perdita e quindi tutto si è ridotto a una pura questione commerciale. Ma quando cerchi di mettere troppe toppe al vestito, finisce male. Se solo avessi avuto 5 milioni di dollari, che è il budget con cui avrei personalmente lavorato al film, lo avrei fatto molto diverso. Ricordo che un giorno, mentre parlavo con la Warner Bros. di Jonah Hex, in TV c'era "Lo straniero senza nome". Se avessi avuto le palle di spendere 5 milioni di dollari lo avrei fatto così, perché il pubblico avrebbe apprezzato un film in quello stile. E per di più non sarebbe costato più di 10 milioni di dollari.